# Sławomir Szpakowski

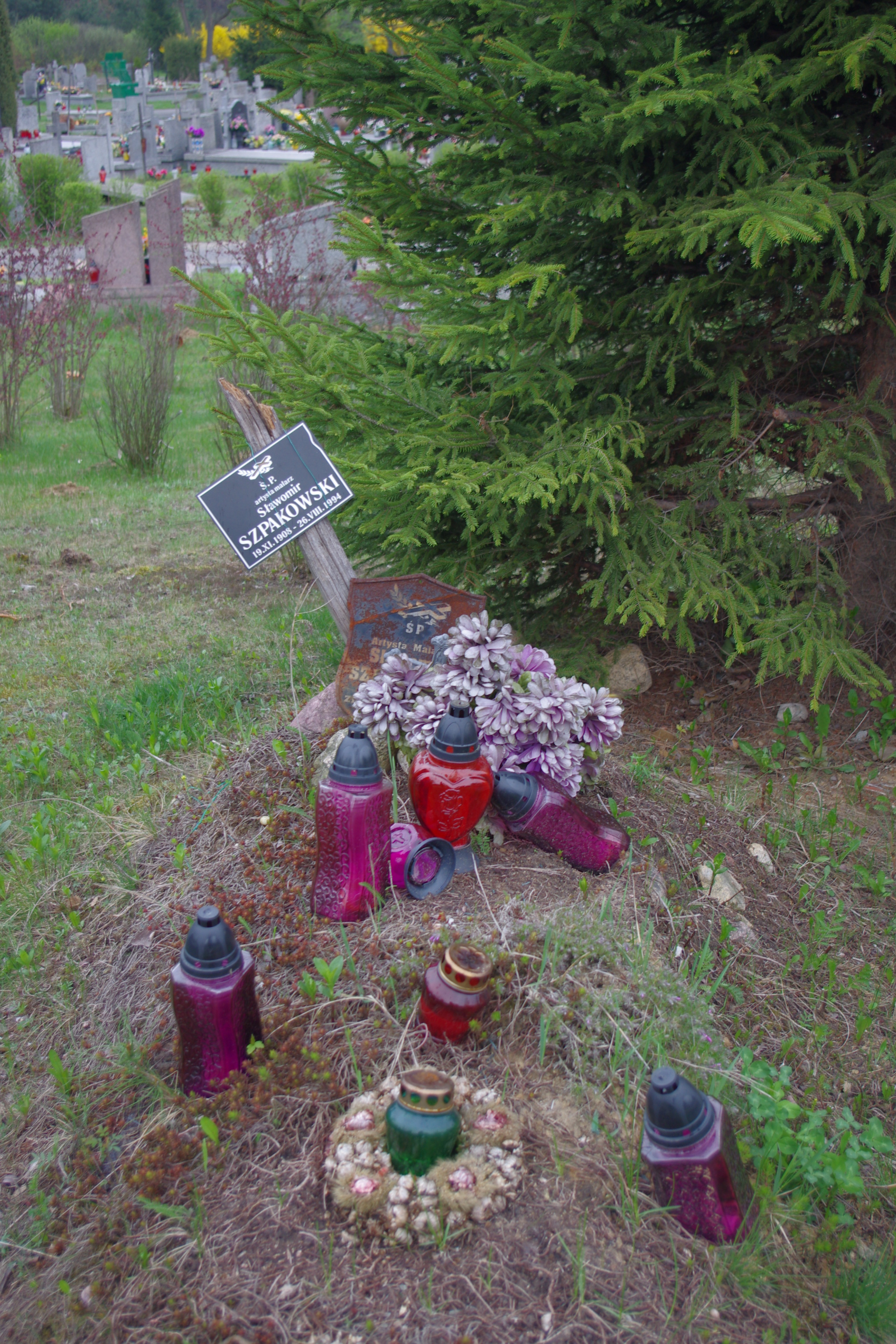
Grób grafika Sławomira Szpakowskiego (1908-1994) na Cmentarzu Komunalnym Północnym w Warszawie

Sławomir Szpakowski (ur. 19 listopada 1908 w Wilnie, zm. 26 sierpnia 1994 w Warszawie) – polski grafik, karykaturzysta.
Studiował na Uniwersytecie im. Stefana Batorego w Wilnie, po ukończeniu nauki przeniósł się do Warszawy. Współpracował dorywczo z czasopismami humorystycznymi, ale głównym źródłem zarobku było rysowanie karykatur przechodniom. 
Wśród jego przedwojennych karykatur opublikowanych w "ABC Nowiny Codzienne" i "Kronika Polski i Świata" znalazły się także zjadliwie antysemickie, na przykład chwalące niemiecką Noc Kryształową 1938 roku.
Podczas powstania warszawskiego brał czynny udział w walce. Po 1945 zamieszkał w Zakopanem, gdzie współpracował z lokalnymi twórcami. W połowie lat 60. XX wieku powrócił do Warszawy, gdzie otworzył własne atelier. Poza ilustrowaniem książek rysował również karykatury aktorów, liczna kolekcja jego grafik znajduje się w warszawskim Muzeum Karykatury. Zmarł w 1994, spoczywa na Cmentarzu Północnym w Warszawie (kw. O-II-17).